# Munizipalität Ambrolauri
Die Munizipalität Ambrolauri (georgisch ამბროლაურის მუნიციპალიტეტი, Ambrolauris munizipaliteti) ist eine Verwaltungseinheit (etwa entsprechend einem Landkreis) in der Region Ratscha-Letschchumi und Niederswanetien im Norden Georgiens.

## Geographie
Verwaltungszentrum der Munizipalität ist die Kleinstadt Ambrolauri, die aber seit 2014 als Regionshauptstadt nicht mehr zur Munizipalität gehört und nun direkt der Region unterstellt ist. Die 1142 km² große Munizipalität grenzt im Westen an die Munizipalität Zageri, im Norden an die Munizipalität Lentechi und im Osten an die Munizipalität Oni, alle ebenfalls in der Region Ratscha-Letschchumi und Niederswanetien. Von Südwesten bis Südosten wird die Munizipalität von den zur Region Imeretien gehörenden Munizipalitäten Zqaltubo, Tqibuli, Tschiatura und Satschchere begrenzt.
Die Munizipalität erstreckt sich im westlichen Teil der historischen Region Ratscha im Tal des Rioni und seiner Nebenflüsse, von oberhalb der Einmündung des Luchuniszqali bis oberhalb der Einmündung des Ladschanuri. Vom südlichen Teil der historischen Provinz Swanetien, genannt Niederswanetien (georgisch Kwemo Swaneti), heute Munizipalität Lentechi, ist die Munizipalität im Norden durch das Letschchumi-Gebirge getrennt, das dort mit dem 3584 m hohen Samerzchle auch seinen höchsten Gipfel hat. Entlang der Südgrenze der Munizipalität zieht sich der Kamm des Ratscha-Gebirges, das auf diesem Abschnitt mit dem Sazalike eine Höhe von 1997 m erreicht. Im südlichen Teil der Munizipalität unterhalb des Ratscha-Kammes liegt ein ausgedehntes Karstplateau mit dem auf 1130 m gelegenen, in den 1950er-Jahren gefluteten Schaora-Stausee (georgisch შაორის წყალსაცავი, Schaoris zqalsazawi).

## Bevölkerung und Verwaltungsgliederung
Die Munizipalität hat 10.400 Einwohner (Stand: 2021). Die Einwohnerzahl war mit 9.139 Einwohnern (2014) gegenüber der vorangegangenen Volkszählung (16.079 Einwohner 2002) unter Berücksichtigung der Ausgliederung der Stadt Ambrolauri um etwa ein Drittel gesunken, was dem Doppelten des Landesdurchschnitts entsprach und den seit mindestens den 1930er-Jahren (38.191 Einwohner 1939) anhaltenden Trend eines kontinuierlichen Bevölkerungsrückganges fortsetzte.
Bevölkerungsentwicklung
Anmerkung: Volkszählungsdaten. 2014 Stadt Ambrolauri ausgegliedert: zum Vergleich auch Einwohnerzahl der Munizipalität mit Stadt angezeigt.

Die größten Ortschaften neben der Stadt Ambrolauri (2047 Einwohner) sind mit jeweils über 300 Einwohnern die Dörfer Bugeuli, Chwantschkara (namensgebend für den gleichnamigen Rotwein), Kwazchuti, Nikorzminda, Sadmeli und Zessi (2014).
Die Munizipalität gliedert sich in 18 Gemeinden (georgisch temi, თემი) mit insgesamt 70 Ortschaften, davon eine ohne ständige Einwohner, die frühere, im Zusammenhang mit der Errichtung des Schaori-Stausees und -Wasserkraftwerkes errichtete Siedlung städtischen Typs Charistwala (827 Einwohner 1959) in der heutigen Gemeinde Nikorzminda:
| Gemeinde      | Anzahl Ortschaften | Einwohner (2014) |
| ------------- | ------------------ | ---------------- |
| Bugeuli       | 6                  | 719              |
| Chidikri      | 2                  | 512              |
| Chotewi       | 3                  | 135              |
| Chwantschkara | 5                  | 1293             |
| Ghadischi     | 5                  | 324              |
| Iza           | 6                  | 309              |
| Licheti       | 3                  | 712              |
| Namanewi      | 4                  | 233              |
| Nikorzminda   | 3 1                | 592              |
| Sadmeli       | 5                  | 1420             |
| Schwawa       | 3                  | 147              |
| Snakwa        | 3                  | 333              |
| Tscheliaghele | 5                  | 496              |
| Tschqwischi   | 3                  | 502              |
| Tschrebalo    | 4                  | 604              |
| Welewi        | 4                  | 184              |
| Zachi         | 4                  | 130              |
| Zessi         | 2                  | 494              |

## Geschichte
Das Gebiet der Munizipalität entspricht dem westlichen Teil der historischen Provinz Ratscha, die in der Zeit des geeinten georgischen Feudalstaates vom 11. bis 15. Jahrhundert lokalen Fürsten unterstellt war, die zeitweise auch über das nordwestlich benachbarte Swanetien herrschten. Nach dem Zerfall des geeinten Reiches wurde Ratscha Lehnsfürstentum des Königreiches Imeretien. 1810 kam das Gebiet mit Imeretien zum Russischen Reich und bildete in Folge den Ujesd Ratscha im Gouvernement Kutais.
Der Ujesd bestand bis in die Anfangsjahre der Sowjetunion. Ab 1928 kam es zu mehreren kurzlebigen administrativen Umbildungen, bis schließlich im Oktober 1930 wurde der eigenständige Rajon Ambrolauri ausgegliedert wurde. Am 29. April 1991 war das Gebiet stark vom schwersten in diesem Teil des Kaukasus je registrierten Erdbeben (Stärke 7,0 auf der Richterskala; MSK IX) betroffen. 1995 wurde der Rajon Ambrolauri der neu gebildeten Region Ratscha-Letschchumi und Niederswanetien zugeordnet und 2006 in eine Munizipalität umgebildet.

## Verkehr
Hauptverkehrsader der Munizipalität ist die dem Rioni von Kutaissi nach Oni aufwärts folgende und weiter zum Mamisson-Pass an der Staatsgrenze zu Russland führende Nationalstraße Sch16 (შ16, infolge des Südossetien-Konflikts vor der Grenze unterbrochen). In Ambrolauri zweigt in südlicher Richtung die Sch17 (შ17) ab, die das Karstplateau und den 1217 m hohen Naqerali-Pass des Ratscha-Gebirges überquerst und weiter über Tqibuli ebenfalls nach Kutaissi verläuft. Die Route vom Mamisson-Pass über Oni, Ambrolauri und Tqibuli nach Kutaissi entspricht der historischen Ossetischen Heerstraße.
In Tqibuli befindet sich auch die nächstgelegene Bahnstation, seit 1887 Endpunkt einer Nebenstrecke von Rioni über Kutaissi.